# Tiaropsis multicirrata
Tiaropsis multicirrata är en nässeldjursart som först beskrevs av Sars 1835. Enligt Catalogue of Life ingår Tiaropsis multicirrata i släktet Tiaropsis och familjen Tiarannidae, men enligt Dyntaxa är tillhörigheten istället släktet Tiaropsis och familjen Tiaropsidae. Arten är reproducerande i Sverige. Inga underarter finns listade i Catalogue of Life.